# Mose ben Isaak Münz
Mose ben Isaak Münz (auch: Mose b. Elieser Halevi Minz oder Moses ben Isaac ha-Levi Minz) war ein im 15. Jahrhundert lebender und wirkender jüdischer Gelehrter, Dezisor und Rabbiner in Mainz, Bamberg und Posen. Zu seinem persönlichen Bekanntenkreis gehörte auch Israel Isserlein. Er gilt nach Salomon Wininger als „der letzte bedeutende Vertreter der talmudischen Gelehrsamkeit der deutschen Rabbinen des Mittelalters“.